# Prineide
Prineide è un poemetto satirico scritto nel 1816 da Tommaso Grossi in dialetto milanese e relativo alla tragica fine del Ministro napoleonico Giuseppe Prina.

## Contesto storico

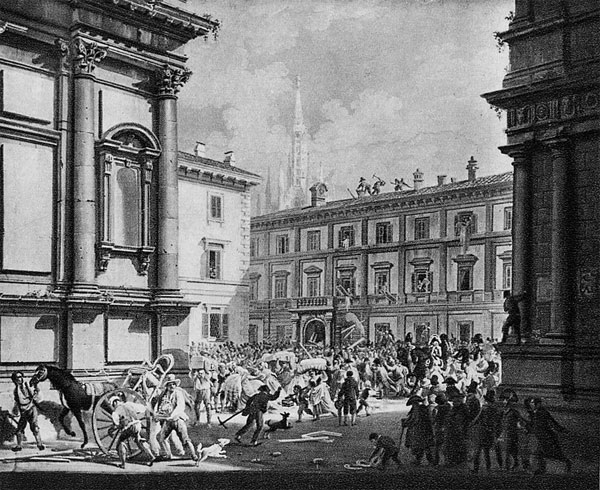
L'assedio a palazzo Sannazzari in una stampa dell'epoca

Il Prina, novarese, era stato ministro delle Finanze del Regno d'Italia napoleonico dal 1802. Pur dimostrando una onestà cristallina, le sue severissime politiche fiscali volte a cercare di rafforzare le deboli casse del Regno stremarono la popolazione «taglieggiando spietatamente il popolo, accumulando un'infinità di dolori, di lacrime, di odii.» Quando ormai, con le sconfitte napoleoniche, la sorte del Regno appariva segnata, i segnali di odio contro il Ministro si erano fatti più frequenti, con l'esposizione di cartelli che apparivano ovunque a Milano e in cui si minacciava: Morte al Prina! Prina! Prina! il giorno s'avvicina.
L'11 aprile 1814 la notizia dell'abdicazione di Napoleone aveva raggiunto Milano sollevando in alcuni speranze di indipendenza dai francesi. Nei complessi fermenti politici che seguirono quella data si discuteva con forza se offrire la corona del Regno a Gioacchino Murat o se restaurare il potere austriaco, cosa che effettivamente accadde con la caduta del Regno il 25 maggio 1814; forse appoggiata da nobili ed emissari vicini agli Asburgo, scoppiò una rivolta passata alla storia come la Battaglia delle Ombrelle: il 20 aprile la residenza di piazza San Fedele dello sventurato Prina, Palazzo Sannazzaro, venne presa d'assedio, il Ministro defenestrato e linciato a colpi di punta di ombrelli nella zona di fronte al teatro della Scala. Al termine del linciaggio, durato quattro ore, i resti massacrati e sanguinolenti del Ministro furono frettolosamente sepolti al cimitero della Mojazza, presso il quale il Grossi incontra l'ombra del Prina. La tradizione vuole che nei giorni successivi all'assassinio fossero apparsi all'ingresso del cimitero i seguenti versi: «PER L'OCCULTA PIETÀ DI UOMINI ONESTI / GIACCIONO QUI DEL PIÙ FEDEL MINISTRO  / I MASSACRATI MISERANDI RESTI».

## Descrizione
Nella Prineide l'autore finge che gli appaia in sogno l'ombra del Prina: il fantasma gli domanda come vadano le cose, e che guadagno abbiano tratto i milanesi dal cambiamento di governo: egli si sfoga contro i nuovi padroni, le lentezze, le pedanterie austriache; aggiunge anche le pretese dei nobili di tornare alla condizione e ai privilegi goduti prima del 1796, le arie che si danno di disprezzare i plebei, di trascurare il merito, di escludere dalla Corte la Verità priva dell'abito di gala.

## Identificazione dell'autore

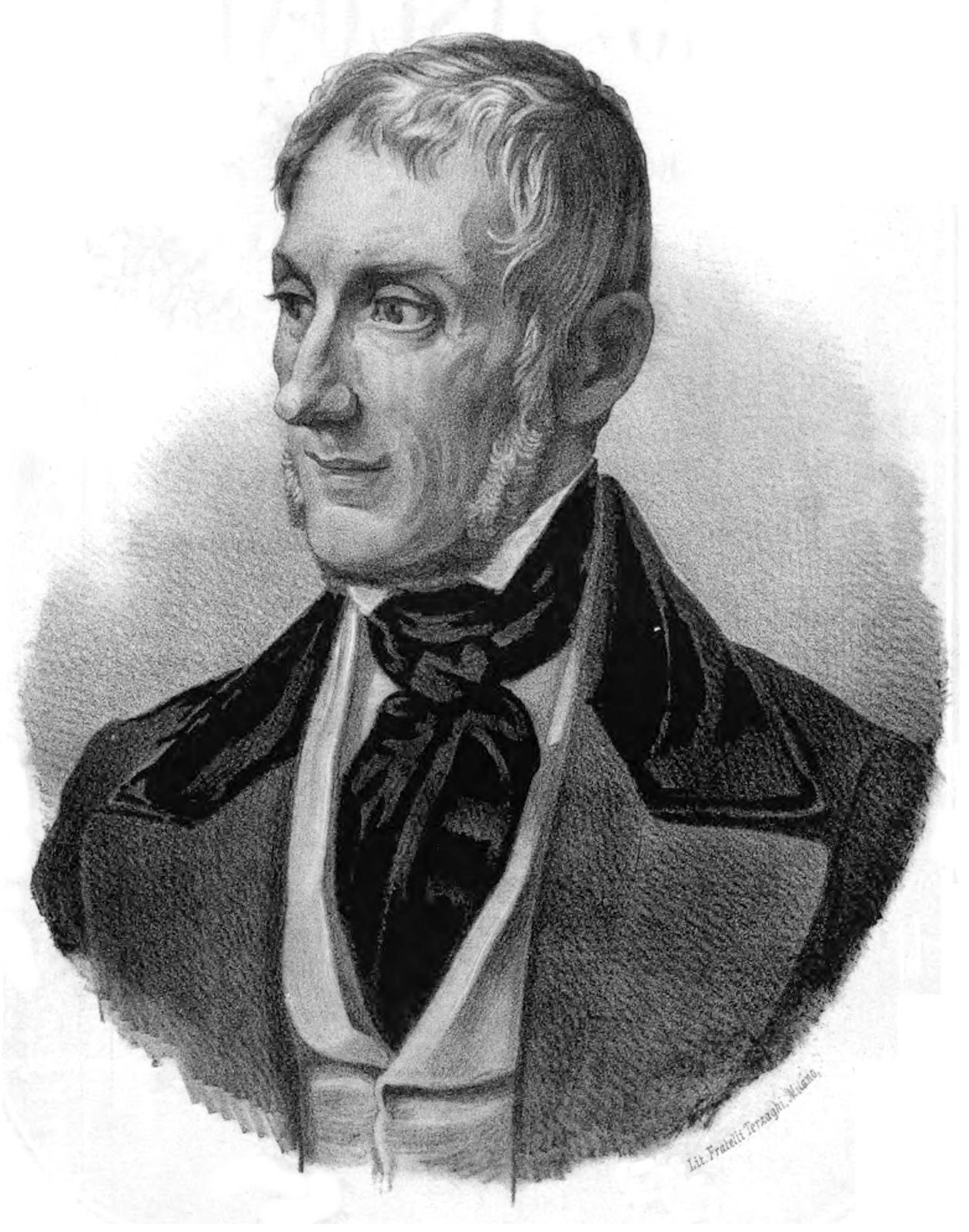
Tommaso Grossi

La satira fu diffusa a Milano come manoscritto anonimo all'inizio del 1816, quando la Lombardia era ormai parte del Regno Lombardo-Veneto. Nonostante il contenuto offensivo verso l'imperatore Francesco I, apparentemente non ci furono indagini. Solo nel gennaio 1817 si chiese di far luce sull'origine del poema, verificando se fosse stata scritta da Carlo Porta, impiegato pubblico, che in una poesia indirizzata ad un certo "Sur Frigee", funzionario di polizia a capo di una "nota combriccola anti-Italica", esige la restituzione della sua reputazione in seguito a quest'accusa infondata.
Nella primavera passata apparve in Milano una Satira, scritta nel locale dialetto, sotto il titolo La Vision. Questo libello destò al suo nascere grande rumore, perché alcuni passi attaccavano Sua Maestà il nostro Imperatore in modo arditissimo. Trovò grande diffusione anche perché la poesia stessa fu giudicata non priva di vigore.
Fin d'allora si espresse il sospetto che autore ne fosse l'impiegato Porta. L'opinione pubblica pare lo dichiari apertamente come autore di quella Satira, ed esprimasi sfavorevolmente sulla circostanza che la Polizia sembri ciò ignorare. Per ciò non si deve desiderar la impunità di un impiegato, che poté spingere fino a tale infamia la ingratitudine e la irriverenza verso il suo Monarca, per grazia del quale egli gode onore ed un soldo notabile.
In quanto cotesto sospetto risulti contro l'impiegato Porta fondato, io prego la Eccellenza Vostra a dare ulteriore corso in via di Polizia all'affare in questione, ed a voler portare cortesemente a mia notizia l'esito del relativo processo di Polizia, insieme con una Caratteristica del Porta.»
(lettera da Vienna del 1 gennaio 1817 secondo la traduzione di Cesare Cantù)
La lettera giunse a Milano intorno al 15 gennaio. Si occupò del caso Antonio de Raab, direttore generale della polizia, in carica solo dal 16 settembre dell'anno precedente. Il 16 gennaio vennero svolte perquisizioni in casa di Carlo Alfonso Maria Pellizzoni e di Tommaso Grossi, noti come poeti dialettali, per verificare la presenza di eventuali copie manoscritte della satira.
Tommaso Grossi fu interrogato una prima volta il 22 gennaio in relazione ad alcuni scritti rinvenuti durante la perquisizione. Il 24 gennaio, sulla base «di confidenziali comunicazioni che mi autorizzavano a creder autore del noto scritto il suenunciato avvocato Grossi», il direttore de Raab lo interrogò nuovamente. Il poeta negò ogni coinvolgimento nella realizzazione del testo, ma venne posto in arresto sulla base di «inattendibilità ed inverosimiglianza assoluta di fatti dallo stesso introdotti».
Il 25 gennaio fu nuovamente interrogato e confermò la propria estraneità. Nello stesso giorno però rilasciò una confessione in cui tuttavia rigettava la paternità delle parti ingiuriose nei confronti dell'Imperatore.
(Confessione del 25 gennaio 1817)
Grossi fu immediatamente rilasciato senza conseguenze. La confessione non fu certamente estorta, perché il Grossi rimase in buoni rapporti con il governatore Saurau, offrendosi nell'aprile del 1817 di dedicargli La fuggitiva.
Il 29 gennaio il direttore de Raab convocò il Porta e lo informò che era stato indicato da alcuni come l'autore della satira; gli consigliò di modificare il proprio contegno per non dare adito a sospetti e per non «obbligarlo ad un rigoroso procedere». Per difendersi dalle accuse egli scrisse il sonetto Gh'hoo miee, gh'hoo fioeu, sont impiegaa (Ho moglie, ho figli, sono un impiegato) che gli portò diverse critiche. Il sonetto Carlo Porta poetta Ambrosian, spesso erroneamente legato alla Prineide, fu invece scritto nel 1815 ed era riferito al sospetto che fosse il Porta l'autore di alcune poesie dialettali contro nobili milanesi.
Per quanto riguarda il Grossi, l'imperatore stesso dichiarò che l'incidente era chiuso e che non si dovesse considerare il fatto per la sua futura carriera. Però nel 1838, quando egli intendeva iniziare l'attività di notaio, qualcuno ne mise in dubbio l'approvazione a causa della Prineide; Antonio Mazzetti, presidente del tribunale d'appello, dichiarò «essere improprio rinfrescar fatti sì antichi, e dover più che la colpa ricordarsi l'assoluzione sovrana che l'aveva sanata».

## Testo
Il poemetto è composto da 40 sestine di endecasillabi con rime secondo lo schema ABABCC.
Esistono diverse versioni del componimento, manoscritte e a stampa, compreso un autografo del Grossi.

### Titolo
Il poema originariamente era citato con diversi titoli come «Vision» (Visione), «El dì d'incoeu» (Il giorno d'oggi) e «El sogn de Prina» (Il sogno di Prina) anche tradotti in italiano. Nel 1826 venne pubblicato come «La Prineide. Sogn».

### Varianti
Per la trascrizione si è qui utilizzata la versione pubblicata nel 1877, indicata in alcuni studi come migliore perché basata su manoscritti del Grossi. Si riportano anche le varianti presenti nella lezione comune che includeva una strofa apocrifa.
Nelle prime versioni era premessa una citazione dal capitolo XX dell'Apocalisse (Iudicatum est de singulis secundum operam ipsorum) ma con un errore in varie edizioni (Indictum invece di Iudicatum). La citazione è riportata nella forma corretta da Stendhal nel 1832.

### Testo e traduzione
|     | Prineide                                           |  | (Varianti non originali)                      |  | La Prineide (traduzione)                             |
|     |                                                    |  |                                               |  |                                                      |
|     | L'eva ona nocc di pu indiavolaa,                   |  |                                               |  | Era una notte delle indiavolate,                     |
|     | Scur come in bocca al lôff; no se sentiva          |  |                                               |  | Scura più ch'altra mai: non si sentiva               |
|     | Ona pedanna, on moviment, on fiaa,                 |  |                                               |  | Batter di più, non animal che fiate,                 |
|     | Che dass indizi de personna viva;                  |  |                                               |  | O indizio porga di persona viva,                     |
| 5   | Domà che on can de malarbetta sort                 |  |                                               |  | Eccetto un can di maledetta sorte,                   |
|     | El faseva el versari de la mort.                   |  |                                               |  | Che solfeggiava il verso della morte.                |
|     |                                                    |  |                                               |  |                                                      |
|     | E mì, che tapasciava invers Milan                  |  |                                               |  | lo che giva alla volta di Milano                     |
|     | Su la strada Comasna sol solett,                   |  |                                               |  | Sulla strada Comasina soletto,                       |
|     | Slongava el pass, che, a div el cœur, quell can    |  |                                               |  | Allungo il passo, chè quel can marrano               |
| 10  | El m'aveva mettuu on poo de spaghett;              |  |                                               |  | M'avea messo in paura ed in sospetto;                |
|     | Se sent a sonà i ôr a on orelocc:                  |  |                                               |  | Suonano l'ore a un orologio appunto,                 |
|     | Scolti... l'è giustin pont la mezza nocc.          |  |                                               |  | Drizzo le orecchie.... è mezza notte in punto.       |
|     |                                                    |  |                                               |  |                                                      |
|     | In quella vedi l'ombra d'on murell,                |  |                                               |  | Studio il cammin, mi si presenta in quello           |
|     | E m'accorgi che l'è quell del foppon:              |  |                                               |  | L'ombra del muricciuolo del Foppone                  |
| 15  | Ecco che sont in pari del restell,                 |  |                                               |  | E già son giunto a paro del cancello                 |
|     | E me senti a tremà tutt duu i garon:               |  |                                               |  | E tramortito cado ginocchione;                       |
|     | Guardand dent disi: Esuss per la mia mamma         |  |                                               |  | Guato per entro, Jesus, per mia Mamma!               |
|     | Quand senti on colp, e vedi ona gran fiamma        |  |                                               |  | Sento uno scoppio, e vedo una gran fiamma.           |
|     |                                                    |  |                                               |  |                                                      |
|     | El sc'ciarò d'on giald smort che la mandava        |  |                                               |  | Il pallido baglior che tramandava                    |
| 20  | El sbarlusiva sora tutt i crôs:                    |  |                                               |  | Sulle croci all'intorno rifletteva,                  |
|     | Quist dondaven, la terra la tremava,               |  |                                               |  | Queste ondolavan, la terra tremava,                  |
|     | E se sentiva a vegni su ona vô                     |  |                                               |  | E a poco a poco una voce sorgeva                     |
|     | Longa... longa, pietosa, a fond... a fond,         |  |                                               |  | Lunga lunga, pietosa dal profondo,                   |
|     | Con on cert son, comè de moribond,                 |  |                                               |  | D'un cotal suon come di moribondo.                   |
|     |                                                    |  |                                               |  |                                                      |
| 25  | Che fasendes pù ciara a pocch a pocch              |  |                                               |  | La qual fatta più chiara, Signor Rocco,              |
|     | La diseva: sur Rocch! ch'el vegna chì...           |  |                                               |  | Qua venga, disse, e facciasi più presso;             |
|     | Quant che mì senti a proferi sur Rocch,            |  |                                               |  | Da questa voce spaventato e tocco                    |
|     | Che l'è nient'olter ch'el mè nomm de mi,           |  | Che propi propi l'è el me nom de mi.          |  | (Chè Signor Rocco, è mò il mio nome espresso);       |
|     | Me se scuriss i œucc, me casca i brasc,            |  |                                               |  | Senza moto restai, siccome accade,                   |
| 30  | E borli in terra comè on omm de strasc.            |  |                                               |  | E caddi come corpo morto cade.                       |
|     |                                                    |  |                                               |  |                                                      |
|     | Cossa sia pœù success mì no 'l soo no:             |  |                                               |  | Non so quel che seguisse dopo ciò                    |
|     | Domà che tornaa in mì me sont accort               |  |                                               |  | Se non quando m'accorsi rinvenuto                    |
|     | Che s'eva al scur, e s'eva settaa giò              |  |                                               |  | D'essere al buio, e se dir ben non so                |
|     | In su on redoss, sora di crapp de mort,            |  |                                               |  | Sovra un carcame riverso o seduto,                   |
| 35  | Che me ballaven sott, e s'eva in brusa             |  |                                               |  | Che sentiva scrosciar di teschi e d'ossa,            |
|     | Lì lì per borlà dent in d'ona busa.                |  |                                               |  | Lì lì per tombolare entro una fossa.                 |
|     |                                                    |  |                                               |  |                                                      |
|     | Guardand in giò, vedeva comè on ciar               |  |                                               |  | Rittomi in piè vedeva un luccicore,                  |
|     | Smort smort che se alzava a bagnmaria,             |  |                                               |  | Che lieve fuor spuntava terra terra                  |
|     | L'è sì, l'è no, me par, e no me par...             |  |                                               |  | Dubbio se realtade o fosse errore...                 |
| 40  | Scior sì, che l'eva mò propi on'ombria             |  |                                               |  | Ma sì ch'è un'ombra, e il mio veder non erra;        |
|     | Cont in man on scirin pizz, che a pian pianin      |  |                                               |  | Un'ombra con in mano un lumicino                     |
|     | La m'è comparsa fina al bamborin                   |  |                                               |  | Sorla su a mezza vita pian pianino.                  |
|     |                                                    |  |                                               |  |                                                      |
|     | Car Signor benedett!. l'eva consciada              |  | Car Signor!... come l'era mai consciada       |  | Misericordia! com' ell'era concia,                   |
|     | In mœud de fa spavent, schivi e pietaa:            |  |                                               |  | Da far pietade inſino ai sassi! avreste              |
| 45  | La bocca senza dent, insanguanada,                 |  |                                               |  | Vista la bocca insanguinata e sconcia;               |
|     | Scarpada fœura, i narîs spettasciaa,               |  |                                               |  | Scalzati i denti, le narici peste,                   |
|     | Sgarbellaa i œucc, la faccia, el coo mezz rott,    |  |                                               |  | Gli occhi forati, sfracellata e rotta                |
|     | Scavezzaa i brasc, el stomegh tutt a bott.         |  |                                               |  | La faccia, il collo, il petto, e i bracci a un otta; |
|     |                                                    |  |                                               |  |                                                      |
|     | Se vedeva i cavij desperluscent                    |  |                                               |  | Scender le si vedean vaghi e discordi                |
| 50  | A roversass giò adree per el mostacc,              |  |                                               |  | Gli untuosi capegli giù pel viso                     |
|     | Impettolaa, ingropi, sbordegascent                 |  |                                               |  | Appastricciati, raggruppati e lordi                  |
|     | De palta, de sangu guast, e de spudacc,            |  |                                               |  | Di belletta, di sputi e sangue intriso               |
|     | E impiastrassegh in bocca, e ingarbiass            |  |                                               |  | Entrarle in bocca e avvilupparsi a caso              |
|     | In d'on quaj denc scalzaa che ghe restass.         |  |                                               |  | A un qualche dente infranto ivi rimaso:              |
|     |                                                    |  |                                               |  |                                                      |
| 55  | Mì no savend, de tant che s'eva lôcch,             |  |                                               |  | Io non sapendo, tanto era stordito,                  |
|     | Se fudess indorment, o dessedaa                    |  |                                               |  | Se fossi desto, ovver se mi sognassi,                |
|     | Stava li che volzava nanch tampocch                |  |                                               |  | Quasi per lo stupor non ero ardito                   |
|     | A malapenna de tirà su el fiaa:                    |  |                                               |  | Di trar su il fiato, non che mover passi,            |
|     | E lee l'andava adree a provass comè                |  |                                               |  | Ed ella iva provando a mano a mano                   |
| 60  | Per alzà i brasc, ma senza mai podè,               |  |                                               |  | D'alzar i bracci, ma pur sempre invano;              |
|     |                                                    |  |                                               |  |                                                      |
|     | Perché de meneman che le je alzava                 |  |                                               |  | Poiché l' un braccio e l'altro era scavezzo,         |
|     | Quella cossa de vess tutt duu scavezz,             |  |                                               |  | E a misura che un po' li rialzava                    |
|     | Quand even in sù on grizz, laghe portava           |  |                                               |  | Ecco si squilibravano nel mezzo,                     |
|     | Che se desquilibraven in del mezz,                 |  |                                               |  | Ed ogni sforzo inutile restava,                      |
| 65  | E restand drizz domà i duu scimoston,              |  |                                               |  | Sicché stando su ritta una porzione                  |
|     | Ghe borlava giò el rest a pendolon.                |  |                                               |  | N'andava il rimanente penzolone:                     |
|     |                                                    |  |                                               |  |                                                      |
|     | Dopo d'avè faa inscì per on bel poo,               |  |                                               |  | Dopo ch'ella più ſiate riprovosse                    |
|     | Vedend de podègh minga réussì,                     |  |                                               |  | Inutilmente sullo stesso metro,                      |
|     | In att de rabbia la scorliva el coo                |  |                                               |  | Come in atto di rabbia il capo scosse,               |
| 70  | E ghe scappava indree tucc i cavì;                 |  |                                               |  | E i capei le fuggivan per di retro,                  |
|     | Allora, inserenand on poo la cera,                 |  |                                               |  | Allor disnuvolando un po' la ciera                   |
|     | La s'è missa a parlamm in sta manera:              |  |                                               |  | Prese a parlarmi di questa maniera:                  |
|     |                                                    |  |                                               |  |                                                      |
|     | – Cossa n'è staa di Milanès dal dì                 |  |                                               |  | – Che fu dei Milanesi da quel dì                     |
|     | Vint d'april del quattordes fina adess? –          |  |                                               |  | Venti april del Quattordici in appresso?             |
| 75  | A sti paroll me vedi a sbarlusì                    |  |                                               |  | A questo dir la mente mi colpi                       |
|     | Come on straslusc in ment... Che nol fudess?       |  |                                               |  | Come un barlume, che mai fosse desso....             |
|     | Ghe petti i œucc in faccia... Giuradinna!          |  |                                               |  | La guardo fiso... ah diamine! indovina...            |
|     | L'è propi l'ombra del minister Prinna.             |  |                                               |  | È proprio l'ombra del ministro Prina.                |
|     |                                                    |  |                                               |  |                                                      |
|     | – Ah zellenza! ch'el creda... vedel mì             |  |                                               |  | – Eccellenza, mi creda in verità                     |
| 80  | Ghe sont entraa in nagott... mi sont scappaa. –    |  |                                               |  | Non v'ebbi io parte, e mi stetti da banda,           |
|     | E lu allora: – L'è minga quest che chi,            |  |                                               |  | Soggiunsi tosto, ed ei, - Questo non ha              |
|     | El me dis, quell che mi t'hoo domandaa             |  |                                               |  | Punto che fare colla mia dimanda;                    |
|     | Domandi cossa l'ha quistaa Milan                   |  |                                               |  | Dimando sol che guadagnò Milano                      |
|     | Coll'avemm coppaa mì pesg che n'è on can.          |  |                                               |  | Strazio di me col far sì disumano?                   |
|     |                                                    |  |                                               |  |                                                      |
| 85  | – Strissem! respondi: che a quell fôi de gatt      |  |                                               |  | – Signor, risposi, che quel brutto salto             |
|     | Ch'ell'ha sbertii, el ghe poda quistà el ciel...   |  |                                               |  | L'abbia mosso a drizzare al ciel le vele,            |
|     | In quanta nun ghe n'emm cavaa on bell piatt        |  |                                               |  | Che quanto a noi ben femmo il grasso appalto         |
|     | Col fagh ciappà de l'aria a sant Fedel. –          |  |                                               |  | Coll'aver fatto largo a San Fedele                   |
|     | – Comè, el me dis, ma donch l'indipendenza? –      |  |                                               |  | – Ma come?... replicò... l'Indipendenza?...          |
| 90  | E mì: – Citto! ch'el lighen, eccellenza! –         |  |                                               |  | Ed io: – Zitto... che arrestanlo, Eccellenza.....    |
|     |                                                    |  |                                               |  |                                                      |
|     | Allora l'hoo veduu a fà on cert modacc,            |  |                                               |  | Vidi allora comporsi quel visaggio                   |
|     | Comè che ghe vegniss vœuja de rid,                 |  |                                               |  | Così come di rider s'avvisasse,                      |
|     | Tant ch'el m'ha faa ciappà on poo de coracc        |  |                                               |  | Lo che mi diede un poco di coraggio,                 |
|     | E franch li seguitava ben polid                    |  |                                               |  | E fe' ch'io bellamente seguitasse                    |
| 95  | A cuntagh sù da la rava a la fava                  |  |                                               |  | A narrar dalla rapa e dalla fava                     |
|     | Tutta la storia tal e qual la stava.               |  |                                               |  | Tutta la storia tal quale la stava;                  |
|     |                                                    |  |                                               |  |                                                      |
|     | Che i Todisch trionfant, cont on'armada            |  |                                               |  | Che i Tedeschi con una armata forte                  |
|     | De fà tremà (del frecc!) n'han conquistaa,         |  |                                               |  | Da far tremar (dal freddo) trionfanti                |
|     | Vegnend cont tutt so comod per la strada           |  |                                               |  | Conquistàr la cità sino alle porte,                  |
| 100 | Maestra fina ai port della citaa,                  |  |                                               |  | Venendo adagio cavalieri e fanti,                    |
|     | Ch'even già avert a posta per specciaj             |  |                                               |  | Ivi aspettati già dai principali                     |
|     | Prima che lor se ongessen i strivaj,               |  |                                               |  | Prima ancor che s'ungesser gli stivali :             |
|     |                                                    |  |                                               |  |                                                      |
|     | Che appenna ch'hin staa chì quel porch d'on vizzi  |  |                                               |  | Che appena giunti quel lor vizio brutto              |
|     | De vorè semper forloccà in todesch,                |  |                                               |  | Di voler taroccar sempre in tedesco                  |
| 105 | Sia malarbett! l'ha faa tœu su on stremizzi        |  |                                               |  | Ha fatto isgomentare sopra tutto                     |
|     | A la generazion di nost micch fresch,              |  |                                               |  | I nostri distruttori del pan fresco,                 |
|     | Che han dovuu solassaj, e van a risegh,            |  |                                               |  | Tal che far salassati, e vanno a risico,             |
|     | Se no mioren, de deventà tisegh.                   |  |                                               |  | Non migliorando, d'incappa nel fisico.               |
|     |                                                    |  |                                               |  |                                                      |
|     | Che oltra sto pocch viorin, sti patatôcch,         |  |                                               |  | Che per più giun'a questi badaloni,                  |
| 110 | Che fussen trifolaa! han tolt sù la scœura,        |  |                                               |  | Sien maledetti, appresa hanno la scuola,             |
|     | No potendes fà intend col so zorôcch,              |  |                                               |  | Visto non riuscir co' lor gergoni,                   |
|     | De parlà el talian con la nisciœura;               |  |                                               |  | Di parlar lalian colla nocciuola,                    |
|     | Che l'è on lenguacc quell là ch'el san per pratega |  |                                               |  | Ed è un linguaggio che lo san per pratica,           |
|     | E g'han minga besogn de la gramatega.              |  |                                               |  | Senza bisogno aver della grammatica.                 |
|     |                                                    |  |                                               |  |                                                      |
| 115 | Che intrattant che stralatten el nost gran         |  |                                               |  | Che il grano intanto che da sera a mane              |
|     | Dandeghel ai cavaj disnà e scenna,                 |  |                                               |  | Ai cavalli profond si a lor posta,                   |
|     | La famm di poveritt che crien pan                  |  |                                               |  | La fame di color che gridan pane                     |
|     | La speccia la risposta de Vienna,                  |  |                                               |  | Sta aspettando da Vienna la risposta,                |
|     | Per savè se 'l Consej el ghe permett               |  |                                               |  | Se permette il Consiglio come a dire                 |
| 120 | O de mangià, o de tra l'ultem pett.                |  |                                               |  | Di mangiare o di farsi seppellire;                   |
|     |                                                    |  |                                               |  |                                                      |
|     | Ma siccome el Consej in di so coss                 |  |                                               |  | Ma siccome il Consiglio, ove gli tocca               |
|     | El va cont flemma e cont meditazion,               |  |                                               |  | Va con gran flemma e con meditazione,                |
|     | Intrattanta ghe dan in bocca on oss                |  |                                               |  | Dà a rosicar frattanto un osso in bocca              |
|     | Coi solit loffi de la religion,                    |  |                                               |  | Coll'esca usata della Religione,                     |
| 125 | Che l'è ona bona cossa in veritaa,                 |  |                                               |  | Che a vero dire è un ottimo amminicolo,              |
|     | Ma quand che se gh'ha pien el consolaa.            |  |                                               |  | Ma sì allorquando s'ha pieno il ventricolo.          |
|     |                                                    |  |                                               |  |                                                      |
|     |                                                    |  | Che avend pœu miss in uso la pramatega,       |  | Che essendosi rimessa la prammatica                  |
|     |                                                    |  | De manda in sulla forca i condannaa.          |  | Di mandar sulle forche i condannati                  |
|     |                                                    |  | El master Strich l'ha dovuu andà a fa pratega |  | Dovette il signor Boia la sua pratica                |
| 130 |                                                    |  | In Brugna sora i mort de l'Ospedaa,           |  | Far prima all'Ospedal sui trapassati                 |
|     |                                                    |  | E nissun podarà levagh l'onor                 |  | Né potrà quinci alcun più torgli il pregio           |
|     |                                                    |  | De fass ciamà colega di dottor                |  | D'aggregazione al Dottoral Collegio.                 |
|     |                                                    |  |                                               |  |                                                      |
|     | Che Milan l'è tutt pien domà de fumm,              |  |                                               |  | Che Milano di boria è pieno, e in fatto              |
|     | De cont, de cavalier, de becch fottuu;             |  |                                               |  | Di Conti, Cavalier, Becchi fotuti,                   |
| 135 | Che la reson la gh'ha boffaa in la lumm,           |  |                                               |  | Ai quali la ragione diè il gambetto                  |
|     | Perché voreven dagh di pee in del cuu;             |  |                                               |  | Perché la volean spenta al par dei bruti,            |
|     | E el pover Meret, che l'è minga Don,               |  |                                               |  | E'l Merlo meschinello senza titolo                   |
|     | Te me l'han costrengiuu là in d'on canton.         |  | L'han traa laa cont la merda io d'on canton   |  | L'han privo affatto di voce in Capitolo.             |
|     |                                                    |  |                                               |  |                                                      |
|     | Che tucc quij strenc in quart, quij scanna piœucc, |  |                                               |  | Che tutti quelli Don Scannapidocchi,                 |
| 140 | Quij pelapersegh nobilitt del tecch                |  |                                               |  | Que nobili spiantati e cotal razza,                  |
|     | Pien de marscia e de debet fina ai œucc,           |  |                                               |  | Pien di peste, di debiti, e di stocchi,              |
|     | Che tiren la caroccia coi busecch,                 |  |                                               |  | Han presa un'aria signoresca, pazza,                 |
|     | Han ciappaa on'aria de cojon fottuu,               |  | Han ciappaa on'aria de baron fottuu           |  | Com'essi solamente al mondo nati                     |
|     | Come se i olter fussen faa col cuu;                |  |                                               |  | E tutti gli altri fossero cacati;                    |
|     |                                                    |  |                                               |  |                                                      |
| 145 | Perché g'han la patenta a letter d'or              |  |                                               |  | Perché hanno la patente a lettre d'oro,              |
|     | Che i sœu vicc, comenzand fina de Adamm,           |  |                                               |  | Che i suoi maggiori fin dall'età prime               |
|     | Han semper faa el badee come fan lor,              |  |                                               |  | Sempre han fatto il babbione al par di loro          |
|     | Bon de nagott, via che de fà lettamm;              |  |                                               |  | Buoni da nulla, salvo a far concime,                 |
|     | Che al di d'incœu se guarda minga al merit         |  |                                               |  | Che delle teste ai presentanei meriti                |
| 150 | Di coo present, ma di cojon preterit. —            |  |                                               |  | Non si riguarda, ma ai coglion preteriti:            |
|     |                                                    |  |                                               |  |                                                      |
|     | E li seguitand via allegrament                     |  |                                               |  | E così via seguendo allegramente                     |
|     | In su sto gust ghe n'hoo ditt su ona cà.           |  |                                               |  | Su questo guso la matassa ho svolta;                 |
|     | El Prinna el me scoltava d'on attent               |  |                                               |  | M'udiva il Prina con orecchie attente                |
|     | Che no 'l vedeva a mœuves, ne a fiadà,             |  |                                               |  | Qual chi il più grato e dolce suono ascolta          |
| 155 | E se capiva ciar che a sti notizzi                 |  |                                               |  | E si capiva ben ch'esta novella                      |
|     | L'andava tutt in giùs de regolizzi;                |  |                                               |  | Moveagli proprio in bocca l'acquarella.              |
|     |                                                    |  |                                               |  |                                                      |
|     | Che vun ch'è staa minister, el gh'ha el cœur       |  |                                               |  | Chè chi fu già ministro, oltre l'avello,             |
|     | De minister anca dopo el scimiteri,                |  |                                               |  | Pur di ministro in seno il core annida;              |
|     | E per dagh gust, l'è inutil, no ghe vœur           |  |                                               |  | Né suon mai per piacergli havvi più bello,           |
| 160 | Che strillament, che lacrem, che miseri;           |  |                                               |  | Che di pianti, di gemiti e di strida;                |
|     | Con tutt, però, ch'el Prinna in st'occasion        |  |                                               |  | Sebbene il Prina in questa occasione                 |
|     | A dilla giusta, el gh'avess squas reson.           |  |                                               |  | Avesse, a vero dir, quasi ragione.                   |
|     |                                                    |  |                                               |  |                                                      |
|     | Basta, quand hoo capi de dagh piasè,               |  |                                               |  | Checchesia sul momento fatto accorto                 |
|     | Volta vella sul fatt, muda register,               |  |                                               |  | Che troppo gli piacea, mutai registro:               |
| 165 | Che hoo mai voruu fregagh i barolè,                |  |                                               |  | Chè mai volli adular vivo né morto,                  |
|     | Né viv né mort ch'el sia, a nissun minister;       |  |                                               |  | Né blandire vilmente alcun ministro,                 |
|     | E repiand el fil del discors faa                   |  |                                               |  | E ripigliando il filo del mio dire                   |
|     | Tirava innanz in sta conformitaa:                  |  |                                               |  | Mi feci in questa guisa a proseguire:                |
|     |                                                    |  |                                               |  |                                                      |
|     | – L'ha però de savè, vostra zellenza,              |  |                                               |  | – Deve però saper vostra Eccellenza,                 |
| 170 | Che in mezza tucc sti gran dolòr de crappa,        |  |                                               |  | Che in mezzo a questi gran dolor di testa            |
|     | Nun buseccon, con soa bona licenza,                |  |                                               |  | Noi busecchion, con sua bona licenza,                |
|     | Semm contentoni, allegher come pappa,              |  |                                               |  | Siam piucchè mai contenti, e facciam festa,          |
|     | E sti pinol ne paren bescottin                     |  |                                               |  | Ed ogni amaro valci un zuccherino                    |
|     | Per l'amor de l'amor de Franzeschin.               |  |                                               |  | Per amor dell'amor di Franceschino;                  |
|     |                                                    |  |                                               |  |                                                      |
| 175 | El qual sto Franzeschin l'è italian,               |  | El qual sto Franceschin l'è un bon talian     |  | Chè questo Franceschino è Italiano,                  |
|     | Ch'el vœur dì, in fin di cunt, l'è on galantomm,   |  | S'el vœur in fin di cunt, l'è on galantomm    |  | Che vuol dire alla fine... un galantuomo             |
|     | E soa miee l'è nassuda in Milan                    |  |                                               |  | E sua mogliera è nata qui in Milano                  |
|     | A l'ombra de la cupola del Domm:                   |  |                                               |  | All'ombra della cupola del Duomo;                    |
|     | Figurass... che delizia che benon...               |  |                                               |  | Oh che gioia a pensarvi! oh che diletto!             |
| 180 | Robba de fass in brœud de maccaro;                 |  |                                               |  | Cosa da tutti andarcene in brodetto.                 |
|     |                                                    |  |                                               |  |                                                      |
|     | Che i Milnès gh'han ben del tira-molla,            |  |                                               |  | Che i Milanesi han ben lasca la molla,               |
|     | Ma in pœude bonna pasta, e no gh'è ball. –         |  |                                               |  | Ma son poi, convien dir, di buona pasta,             |
|     | – Acqua de belegott! che pasta frolla!             |  |                                               |  | – Gnaffe!... il Prina esclamò, che pasta frolla!     |
|     | El me respond strengendes in di spall;             |  |                                               |  | Nelle spalle stringendosi, sol basta                 |
| 185 | Besogna domandaghel ai mee oss! –                  |  |                                               |  | Che dal mio caso regola si prenda,                   |
|     | E mì: – Descorremm minga de sti coss.              |  |                                               |  | Ed io: lasciamo andar questa faccenda;               |
|     |                                                    |  |                                               |  |                                                      |
|     | Adess disi per di del grand amor                   |  |                                               |  | Dico adesso per dir del grand' amore                 |
|     | Che gh'emm nun Milanès per el padron.              |  |                                               |  | Dei Milanesi ad un padron sì degno,                  |
|     | Car padronasc! che gust! andà a descor,            |  |                                               |  | Caro padron! che è tanto di buon cuore               |
| 190 | L'è ona robba che l'è fina tropp bon:              |  |                                               |  | Che per fin di bontade passa il segno                |
|     | E nun cont lù semm propi carna e pell,             |  |                                               |  | E noi con lui siam proprio carne e pelle,            |
|     | Camisa e sedes, scisger e buell.                   |  |                                               |  | Culo e camicia, fegato e budelle;                    |
|     |                                                    |  |                                               |  |                                                      |
|     | Che semm bon anca nun tant quant à lù,             |  |                                               |  | Che noi siam buoni appunto al par di lui             |
|     | E l'è bon anca lù tant quant a nun:                |  |                                               |  | Ed egli appunto buono al par di noi,                 |
| 195 | Nun incapazz de fagh del maa a lu,                 |  |                                               |  | Noi incapaci di far male a lui,                      |
|     | E lu incapazz de fann del ben a nun,               |  |                                               |  | Egli incapace di far bene a noi                      |
|     | Pien fina de sora i œucc de la virtù               |  |                                               |  | Pieni a tutto poter della virtue                     |
|     | De la santa pascienza e nun e lù.                  |  |                                               |  | Della santa pazienza tutti due:                      |
|     |                                                    |  |                                               |  |                                                      |
|     | Bœugna domà cognossela sta gemma                   |  |                                               |  | Egli è proprio una gemma preziosa                    |
| 200 | Per voregh ben, fudessel vun de sass:              |  |                                               |  | da farsi voler bene, a un uom di sasso;              |
|     | Affabel con tutt quij ch'el parla insemma,         |  |                                               |  | Parla a tutti gentil come una sposa                  |
|     | Dolz de sangu, a la bona che l'è un spass:         |  |                                               |  | Dolce di sangue, affabil, ch'è uno spasso;           |
|     | Ghe diroo tant, che fin la Veritaa                 |  |                                               |  | Per fin la Verità, a quel che s'udi,                 |
|     | Gh'è calaa on scisger de no vegh parlaa.           |  |                                               |  | Poco mancò non gli parlasse un dì;                   |
|     |                                                    |  |                                               |  |                                                      |
| 205 | E disen, che la s'eva presentada                   |  |                                               |  | Dicon anzi che si era presentata                     |
|     | Cont bass i œucc per fass annònzià;                |  |                                               |  | Cogli occhi bassi per farsi annunziare,              |
|     | Ma avendegh minga l'abit de parada,                |  | Ma avendegh minga su l'abit de spada          |  | Ma senz'abito essendo di parata,                     |
|     | Che l'ha mai vanzaa assee de podell fà,            |  |                                               |  | Che mai giunse a potersel procacciare,               |
|     | Ghe saltaa a voltra el gran zerimoniee             |  |                                               |  | Il gran cerimoniere capitò                           |
| 210 | Ch'el gh'ha daa on sbutte el l'ha casciada indree  |  |                                               |  | Che dielle un urto, e indietro la cacciò.            |
|     |                                                    |  |                                               |  |                                                      |
|     | Ma in quant a lù, ben pu che volentera             |  |                                               |  | Ma ch'ei ben volentier l'accoglierebbe               |
|     | El la ricevarav anca in camisa,                    |  |                                               |  | Dall'animo nessun mi potrà torre                     |
|     | El ghe farav on car de bonna cera,                 |  |                                               |  | Quando fosse in camicia, e le darebbe                |
|     | Dandegh ansa e coragg perché la disa;              |  |                                               |  | Ansa e coraggio a dir quanto le occorre,             |
| 215 | Che l'è vun de quij omen alla man,                 |  |                                               |  | Ch'egli è il più dabben uom d'un cuor sovrano,       |
|     | D'on cœur che ghe sta denter mezz Milan. –         |  |                                               |  | Che dentro vi siaria mezzo Milano...                 |
|     |                                                    |  |                                               |  |                                                      |
|     | – Tutt quist hin ciaccer che concluden nient,      |  |                                               |  | – Tutte queste son chiacchiere da niente,            |
|     | Salta su el Prinna: in fin coss hal pœu faa...?    |  |                                               |  | Disse il Prina, veniamo al risultato:                |
|     | – In quant al fa, respondi, verament...            |  |                                               |  | – Che fece egli?... rispondo... veramente...         |
| 220 | Si... fina adess, l'ha minga comenzaa;             |  |                                               |  | Fin qui... non ha per anco... incominciato,          |
|     | Ma disen... Cossa occor? in fin di fin             |  |                                               |  | Ma dicono... orsù intende esto latino?               |
|     | L'è el re di galantomen Franzeschin –              |  |                                               |  | E il Re del Galantuomin, Franceschino,               |
|     |                                                    |  |                                               |  |                                                      |
|     | – El re di galantomen, dis el Prinna               |  |                                               |  | – Sì il Re de Galantuomini, ei ripiglia,             |
|     | Sgavasgiand, obbligato de l'avis... –              |  |                                               |  | Ghignando, sì, obbligato dell'avviso:                |
| 225 | E mi allora: – Cosse sta pantominna?               |  |                                               |  | Ed io allora: – A che tanta maraviglia ?             |
|     | Ch'el me scusa, zellenza, m'è duvis                |  |                                               |  | Mi perdoni, Eccellenza, son d'avviso,                |
|     | Che sta vœulta con tutta la soa furia              |  |                                               |  | Ch'ell'abbia in fin con tutta la sua furia           |
|     | L'abbia tolt on cojon per on'inguria! –            |  |                                               |  | Preso un coglione in cambio d'un inguria!            |
|     |                                                    |  |                                               |  |                                                      |
|     | E lù: - Ben, che s'el tegnen sto co... – Tura !    |  |                                               |  | Ed ei: – Se'l tengan pur questo co...... – Taci,     |
| 230 | Sbraggi mi subet, brutt mostacc de tolla! –        |  |                                               |  | Brutta figura, subito gridai;                        |
|     | Ma con tutt quest, perdincio! gh'hoo paura         |  |                                               |  | Che ultimasse però le note audaci                    |
|     | Ch'el l'abbia protenda la parolla,                 |  |                                               |  | Della rotta parola io temo assai,                    |
|     | Chè in la cappella se sentiva el sòn               |  |                                               |  | Poiché parmi all'orecchio ancor mi suone             |
|     | De l'ècco, che finiva come in ón.                  |  |                                               |  | L'eco, che il resto terminasse in one....            |
|     |                                                    |  |                                               |  |                                                      |
| 235 | In quella el Prina, traff! in d'on moment          |  |                                               |  | Fu il Prina in questo un attimo a vedersi            |
|     | El se sprofonda, el me spariss, l'è pers,          |  |                                               |  | Sprofondare, e sparir, e immediate                   |
|     | E ven su de la terra on accident                   |  |                                               |  | Su scoppiar dalla terra un di quei versi,            |
|     | D'on versasc, de la razza de qui vers              |  |                                               |  | Che fan le streghe e le anime dannate                |
|     | Che fan i anem danaa, i strij, i zingher,          |  |                                               |  | E l'avvocato celebre Stoppani,                       |
| 240 | E l'avocati Stoppan de Beroldingher.               |  |                                               |  | Versi da far ispiritare i cani.                      |
|     |                                                    |  |                                               |  |                                                      |
|     | Stremii de quell versari, tutt a on bott           |  |                                               |  | Immaginate qual mi rimanessi                         |
|     | Sbaratti fœra i œucc, guzzi i orecc,               |  |                                               |  | Per la paura sbigottito e nuovo,                     |
|     | E no vedi e no senti pu nagott...                  |  |                                               |  | Senza che nulla ascoltassi o vedessi....             |
|     | Tocchi, me volti, oh bella! sont in lecc!          |  |                                               |  | Tosto, mi volto, e in letto mi ritrovo               |
| 245 | Me senti stracch, me trœuvi tutt sudaa,            |  |                                               |  | Lasso, tremante, di sudor bagnato,                   |
|     | E me accorgi de vessem insognaa.                   |  |                                               |  | E m'accorgo alla fin d'aver sognato.                 |